# Anders Hansen
Anders Erik Hansen, född 24 januari 1974 i Tumba församling i Stockholms län, är en svensk psykiater och författare.

## Biografi
Hansen genomgick läkarutbildningen vid Karolinska Institutet och har också en civilekonomexamen från Handelshögskolan i Stockholm. 

## Författarskap
Hans första bok ”Hälsa på recept” (Bonnier Fakta), tillsammans med Carl Johan Sundberg, professor vid Karolinska Institutet, utkom 2014. Hans andra bok ”Hjärnstark”, som handlar om hur hjärnan påverkas av fysiskt aktivitet, utkom 2016 och har sålt 650 000 exemplar i Sverige. ”Fördel ADHD” utkom hösten 2017. "Skärmhjärnan : hur en hjärna i osynk med sin tid kan göra oss stressade, deprimerade och ångestfyllda" 2019 . Hjärnstark Junior (tillsammans med Mats Wänblad) (2020). Depphjärnan – varför mår vi så dåligt när vi har det så bra (2021). Skärmhjärnan Junior (tillsammans med Mats Wänblad) (2021).

## Radio och TV
Hans sommarprat på temat ”varför mår vi så dåligt när vi har det så bra” har 3,7 miljoner lyssningar (700 000 i direktsändning och över 3 miljoner i poddform) och var 2019 års mest lyssnade och är i totalt antal lyssningar det mest lyssnade sommarpratet någonsin.
Hansens böcker har sålts till 37 länder däribland USA, Kina, Japan, Sydkorea, Tyskland, Frankrike, Spanien, Italien, Storbritannien och Brasilien .
Han har bland annat medverkat i SVT:s Nobelstudion, Agenda och Vetenskapens värld och i TV4:s Nyhetsmorgonprogram Vardagspuls och Malou efter tio. Tillsammans med psykiatrikern Simon Kyaga har han podcastserien Psykiatrikerna där forskare och tänkare inom psykiatri och neurovetenskap intervjuas, däribland Nobelpristagaren Eric Kandel,  forskarna Karl Diesseroth, Nora Volkow, Michael Gazzaniga samt författarna Richard Dawkins, Daniel Dennett och Sam Harris.
Hansen har utvecklat, skrivit manus och är programledare för det populärvetenskapliga programmet "Din hjärna" som sändes på SVT1 i fem entimmesavsnitt hösten 2019. Säsongen inkluderade Steven Pinker, Robert Sapolsky, Susan Greenfield och Michael Gazzaniga . "Din Hjärna" nominerades till TV-priset Kristallen i kategorin fakta och samhälle. Anders Hansen tilldelades TV-branschens RIA-pris som årets profil vid RIA-galan 2020. Din hjärna säsong 2 sändes i fem entimmesavsnitt våren 2021 på SVT1 och inkluderade experter som Lisa Feldman Barrett, Frans de Vaal, Elisabeth Loftus och Robert Sapolsky. Din hjärna säsong 2 nominerades till Kristallen i kategorin fakta och samhälle. Din hjärna säsong tre sändes på SVT1 2023 och inkluderade Yuval Noah Harari, Antonio Damasio, Karl Diesseroth, Anna Lembke, Stuart Russell och Richard Wrangham.
Intervjuprogrammet "Anders Hansen möter" sändes på SVTPlay våren 2023. Sedan april 2023 medverkar han i radioprogrammet "I hjärnan på Louise Epstein".
2024 är han programledare för den nya SVT-serien "Din personlighet", där han tar reda på vad det är som formar vår personlighet och om det är möjligt att påverka den.
Din Personlighet nominerades till Kristallen i kategorin årets faktaprogram.
Hansen har utvecklat, skrivit manus och är programledare för SVT-serien ”Smartare än hjärnan” vilken handlar om människan i en värld av artificiell intelligens.

## Övrigt engagemang
Han är ambassadör för den ideella organisationen Generation Pep som verkar för bättre hälsa bland unga. Hansen sitter sedan 2021 i styrelsen för investmentbolaget Linc och satt 2011-2023 i styrelsen för investmentbolaget Medcap.